# Бризбън
Бризбън (Брисбън) или Бризбейн (на английски: Brisbane, произнася се Бризбън, [ˈbɹɪzbən]) е град в Австралия, столица на щата Куинсланд. Метрополната зона на Бризбън има население от около 2,5 милиона души. Градът има около 940 000 жители, а в околностите живеят около 3,5 млн. души.
Голям Бризбън произвежда над 9% от БВП на страната.

## История
Градът е наречен на сър Томас Бризбън (1773 – 1860) – британски офицер и колониален управител, роден в град Ларгс, Шотландия. Преди британската колонизация Бризбън е известен сред местното племе на турбулите като 'Мееаан-джин'.
През 1823 г. изследователят Джон Оксли открива река Бризбън, а през 1824 г. е основана първата затворническа колония в Радклиф. Само след година колонията е преместена в Норт Кий на река Бризбън – днес част от Централния бизнес квартал на Бризбън. През 1842 г. областта е открита за свободно заселване, а затворническата колония е закрита. През 1869 г. почти всички турбули вече са измрели. Малкото живи представители на това племе избягват от района с помощта на местния жител Том Петри.
Когато Куинсланд се отделя от Нов Южен Уелс през 1859 г. и самата става колония, Бризбън е обявен за столица, но получава статут на град едва през 1902 г. През 1924 г. е прокаран Законът за град Бризбън, който дава на Бризбън местно самоуправление, което започва работа през 1925 г. По време на Втората световна война американските войници са настанени в града, който става щаб на генерал Дъглас Макартър, съюзническия командир на югозападния тихоокеански регион.
Бризбън става жертва на 3 тежки наводнения от р. Бризбън: през 1864, 1893 и 1974 г.

## Икономика
Най-развитите отрасли в Бризбън включват информационни технологии, финансови услуги, висше образование и администрация на публичния сектор, рафиниране на нефт, пристанищни товаро-разтоварни дейности, металообработване, туризъм. Повечето големи австралийски компании, както и многобройни международни компании, имат офиси в Бризбейн, докато много фирми в областта на електрониката имат дистрибуторски центрове във и около града. Складът на DHL Global Oceanic е разположен в Бризбън, както и централата на Азиатско-тихоокеанския аерокосмически център. Сред големите компании са Suncorp-Metway Limited, Flight Center, Sunsuper, Orrcon, Boeing Australia, Donut King, Wotif.com, WebCentral, PIPE Networks, Krome Studios, Mincom Limited, TechnologyOne, Thiess Pty Ltd и Virgin Australia. Бризбън има четвъртия най-висок среден доход на домакинство сред австралийските столици – 57 772 AUD.

## Побратимени градове
- Абу Даби, ОАЕ от 2009 г.
- Бризбейн, Калифорния, САЩ
- Гаосюн, Тайван от 1997 г.
- Кобе, Япония от 1985 г.
- Лакнау, Индия
- Окланд, Нова Зеландия от 1988 г.
- Семаранг, Индонезия от 1993 г.
- Теджън, Южна Корея от 2002 г.
- Хайдарабад, Индия
- Чунцин, Китай от 2005 г.
- Шънджън, Китай от 1992 г.

## Известни личности
Родени в Бризбън
- Теа Астли (1925 – 2004), писателка
- Джасинда Барет (1972), актриса
- Дион Бийб (1968), кинематограф
- Матю Мичъм (1988), спортист
- Миранда Ото (1967), актриса
- Саманта Стосър (1984), тенисистка
- Лий-Анн Уолъс писателка
- Исабела Холанд (1992), тенисистка
- Клеър Холт (1988), актриса
- Исака Чернак (1989), футболист
- Даян Чиленто (1933 – 2011), актриса
- Боуен Янг (р. 1990), американски комик

## Спорт
В Бризбън всяка година в началото на януари се провежда турнирът по тенис „Бризбън Интернешънъл“.